# Onda Lliure
Onda Lliure (Onda Libre) fue la primera radio libre española.Tras unas emisiones en periodo de pruebas desde el Ateneu Llibertari del Poble Sec, inició sus emisiones alegales el 5 de abril de 1979 de 21.00 a 24.00 desde un piso franco en el centro de Barcelona. Emitió en el 91.5 MHz de la frecuencia modulada. Entre sus objetivos estaba el dar voz en los medios de comunicación a colectivos y movimientos sociales habitualmente marginados de los medios tradicionales como ecologistas, feministas, objetores de conciencia, gais, etc. Entre sus impulsores había estudiantes de periodismo de la Universitat Autònoma,activistas de movimientos sociales, los periodistas radiofónicos Emilio Prado y Mar Fontcuberta, o el potavoz de los movimientos pacifistas catalanes, Xavier Rius Sant. 

## Antecedentes
En junio de 1976 el Tribunal Institucional italiano abolió el monopolio de la RAI, punto de partida del nacimiento de miles de radios locales en Italia, fuente inspiradora del movimiento de radios libres y emisoras municipales en España. 
En Francia el fenómeno de radios libres estaba en auge y en octubre de 1977 se creó la Asociación por la Liberación de las Ondas que tenía entre otros objetivos luchar por el reconocimiento de la existencia de las radios libres frente al monopolio del Estado a la que se adhirieron los filósofos Gilles Deleuze, Gerard Fromanger, Félix Guattari y Michel Foucault.
En España donde se vivían los primeros años de la transición tras el final de la dictadura, surgió un movimiento para democratizar los medios de comunicación y utilizar la tecnología radiofónica con el objetivo de promover los procesos populares de comunicación y facilitar el acceso a los medios de comunicación tradicionales a individuos o grupos sociales que tenían difícil el acceso.
El 5 de abril de 1979 empezó a emitir Onda Lliure, la primera radio libre española. El 8 de septiembre de 1979 nació la primera emisora municipal española: Radio Arenys, en la localidad catalana de Arenys de Mar.

### Movimiento de radios libres
La actividad de las radios libres se conectó con movimientos sociales contrastando con los productos generados por los grandes medios.  La actividad de las radios libres -señala el investigador en comunicación y docente Emili Prado-  el  sigue un desarrollo paralelo a la vida de los movimientos y los conflictos sociales, provocando procesos de participación creativa en la generación de una identidad cultural propia que contrarresta la tendencia uniformizadora de los productos de las industrias culturales internacionales y distribuidos por los grandes medios. Por otra parte, estos procesos de apropiación popular de la tecnología han promovido en todo el mundo una renovación de la radiodifusión en su conjunto y son un ámbito privilegiado para la experimentación social.

## Historia
Onda Lliure nació tras un encuentro internacional de radios libres de París y se presentó a la audiencia como portavoz de quienes no tenían voz en los medios de comunicación tradicionales: ecologistas, feministas, objetores de conciencia, gays, marginados sociales, squatters, grupos radicales, etc. La emisora surgió por iniciativa de un grupo de alumnado y profesorado de la facultad de Ciencias de la Información de la Universidad Autónoma de Barcelona.
Inició sus emisiones el 5 de abril de 1979 de 21.00 a 24.00 desde un piso franco en el centro de Barcelona. Emitió en el 91.5 MHz de la frecuencia modulada. Los promotores de la emisora se ampararon en el artículo 20 de la Constitución Española aprobada meses antes, en el que se reconoce el derecho a la libertad de expresión.
En su programación estaba el Consultorio de Doña Gertrudis, parodiando el consultorio de Elena Francis, espacios musicales y de conversación telefónica con oyentes.
Fue clausurada en varias ocasiones hasta su cierre definitivo por el Gobierno Civil el 9 de enero de 1980. Después de Ona Lliure surgieron de inmediato otras radios libres y municipales: Radio Oleiros en Galicia, Radio Acción y Radio Ola en Madrid, Satorra Irratia, Sorguiña Irratia y Radio Paraíso en el País Vasco y Navarra, etc.